# Nicky Ajose
Nicholas Olushola "Nicky" Ajose (Bury, 1991. október 7. –) angol labdarúgó, aki jelenleg az Exeter City edzői stábjának a tagja.

## Pályafutása

### Manchester United
Ajose 2007-ben került be a Manchester United ifiakadémiájára. 2009 nyarán profi szerződést kapott a klubtól, míg 2010. szeptember 24-én kölcsönvette szülővárosa csapata, a Bury.
Ajose a Cheltenham Town ellen mutatkozott be. Első gólját október 9-én, egy Accrington Stanley elleni találkozón szerezte. Hét nappal később a Torquay United ellen is betalált, ezzel 4–3-as sikerhez segítve csapatát. Kölcsönszerződése nem sokkal később lejárt volna, de a Bury 2011. január 3-ig meghosszabbította azt. Később az Aldershot Town és a Burton Albion ellen is betalált, a Lincoln City ellen pedig duplázni tudott. Január 5-én 2011. június 30-ig meghosszabbították kölcsönszerződését, de februárban térdsérülése miatt egy rövid időre vissza kellett térnie a Manchester Unitedhez. Miután felépült, az Oxford United és a Northampton Town ellen is duplával segítette a Buryt.

## Válogatott
Ajose az U16-os és az U17-es angol válogatottnak is a tagja volt. 2009-ben a Nigériai ifiválogatottba is behívták, de nemet mondott.

## Külső hivatkozások
- Nicky Ajose pályafutásának statisztikái a Soccerbase oldalon (angolul)

- Nicky Ajose adatlapja a Manchester United honlapján

## Fordítás
- Ez a szócikk részben vagy egészben  a   Nicky Ajose című angol Wikipédia-szócikk fordításán alapul.  Az eredeti cikk szerkesztőit annak laptörténete sorolja fel. Ez a jelzés csupán a megfogalmazás eredetét és a szerzői jogokat jelzi, nem szolgál a cikkben szereplő információk forrásmegjelöléseként.